# M. M. Warburg & Co.

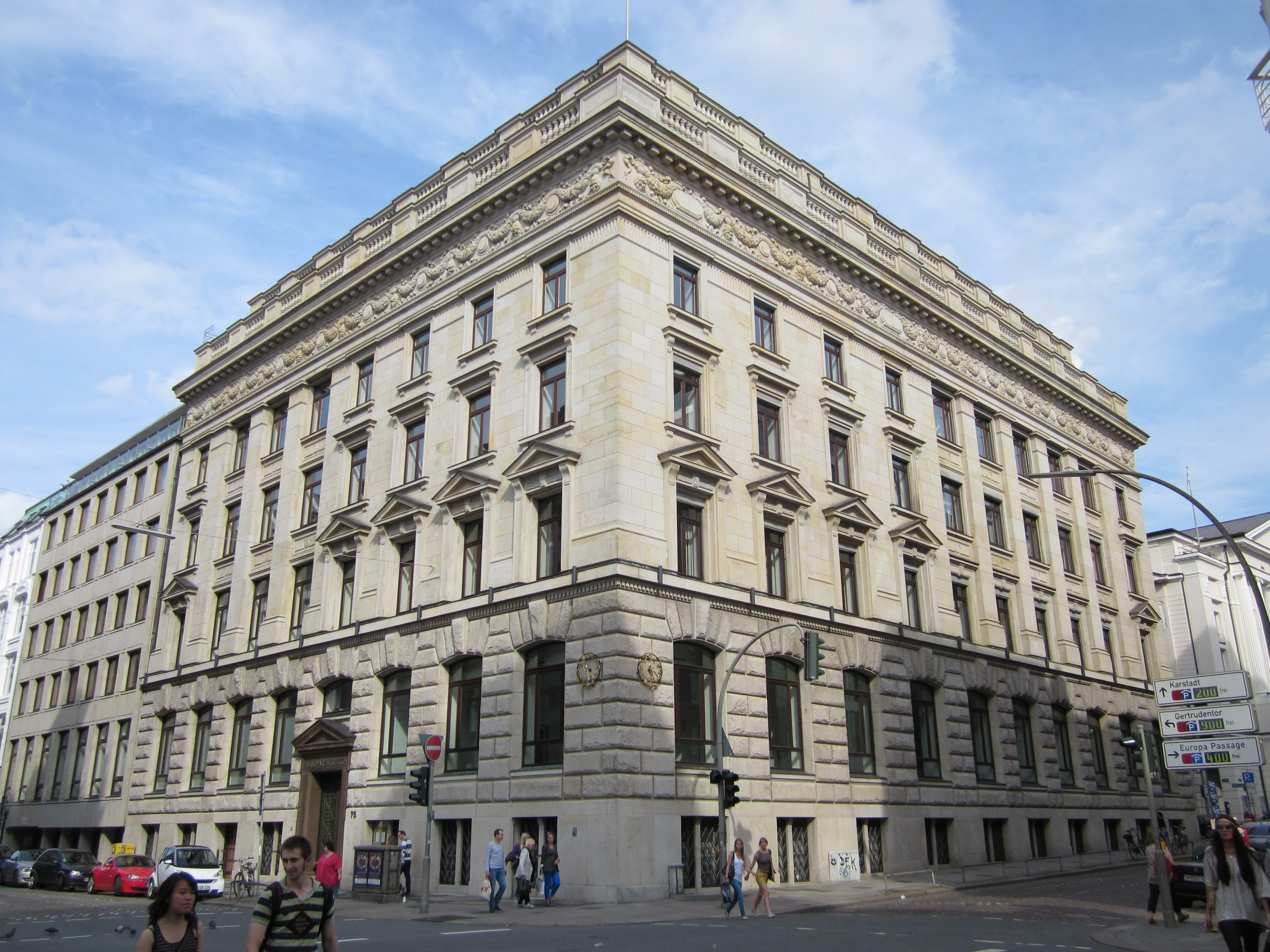
Sede da MMWarburg & CO na Ferdinandstraße de Altstadt

O MMWarburg & CO (AG & Co.) KGaA é um banco privado independente alemão, com sede em Hamburgo. Um banco de propriedade familiar, foi fundado em 1798 por Banca Levi Kahana, de Warburg, e pelos irmãos Moses Marcus Warburg e Gerson Warburg, dois membros da família Warburg. A família Warburg ainda é dona do banco, continuando um legado de mais de 200 anos de propriedade privada.
Entre muitos descendentes notáveis de Warburg estava Siegmund Warburg, que fundou a S. G. Warburg & Co. em Londres, em 1946, depois de fugir da Alemanha para escapar dos nazistas. O banco subiu para se tornar um dos bancos de investimento mais poderosos da cidade nas décadas de 60, 70 e 80 e o próprio Warburg um dos financiadores mais proeminentes e influentes de Londres na época. A subsidiária de Londres foi vendida para o Swiss Bank Corporation em 1995 e hoje faz parte do UBS. Alguns descendentes imigraram para os Estados Unidos, por razões comerciais e para escapar da perseguição, e se estabeleceram lá. Eles incluem o banqueiro Paul Warburg e seu sobrinho Eric M. Warburg, fundador do Warburg Pincus.
Hoje, o principal negócio da MMWarburg & CO é em banco privado, gerenciamento de ativos e banco de investimentos, atendendo clientes privados, corporativos e institucionais.
Nos últimos anos, o banco cresceu através de muitas aquisições. Comprou vários bancos privados alemães como Marcard, Stein & Co. em Hamburgo, Carl F. Plump & CO AG em Bremen, Bankhaus Hallbaum AG em Hannover e Bankhaus Löbbecke em Berlim. Além disso, existem as subsidiárias estrangeiras MM Warburg Bank (Suíça) AG e MM Warburg & CO Luxembourg SA, bem como vários fundos mútuos. Desde 2009, o Schwäbische Bank AG em Stuttgart faz parte do Warburg Banking Group. Em 2016, os ex-bancos subsidiários Bankhaus Hallbaum, Bankhaus Löbbecke, Bankhaus Carl F. Plump & CO e Schwäbische Bank foram fundidos com MMWarburg & CO.
A sede do banco está localizada na Ferdinandstraße 75, em Hamburgo, com escritórios adicionais em Frankfurt, Berlim, Munique e Colônia. O banco também mantém vários escritórios em Zurique e Luxemburgo.

## Trabalhos sobre M.M.Warburg & CO
- Klessmann, Eckart. M. M. Warburg & CO 1798—1998: Die Geschichte des Bankhauses. [S.l.: s.n.] ISBN 3-933374-27-8
- Wechsberg, Joseph. The Merchant Bankers. [S.l.: s.n.]
- Rosenbaum, Eduard. M. M. Warburg & CO, Merchant Bankers of Hamburg; A Survey of the First 140 years, 1798 to 1938. [S.l.: s.n.] ISBN 0-905838-07-6